# Varzedo
Varzedo es un municipio brasileño del estado de Bahía. Su población estimada por el IBGE en 2007 es de 9 000 habitantes.